# 寒葱沟镇
寒葱沟镇，是中华人民共和国黑龙江省佳木斯市抚远市下辖的一个乡镇级行政单位。

## 行政区划
寒葱沟镇下辖以下地区：
红旗村、东岗村、新兴村、红星村、红卫村、红丰村、农富村和良种场。